# Apolinario Saravia (Salta)
Apolinario Saravia  es una ciudad en el departamento Anta,  provincia de Salta, noroeste de Argentina.
Se llega desde la capital provincial por la Ruta Nacional 34 hasta llegar al empalme con la ruta provincial N.º 5, la que se debe seguir hasta esta localidad.  Pertenece al Área Agroecológica Chaco Semiárido.
Apolinario Saravia es una ciudad que constantemente promueve, protege y difunde su identidad cultural a lo largo de los años, manteniendo sus valores costumbres, tradiciones y acrecentando el acervo cultural de la Ciudad.
Se mantienen vigentes los tradicionales actos cívicos en los cuales se ponen de manifiesto, a través de los desfiles y peñas, actitudes, costumbres y el convivio, con la participación de diferentes instituciones:  educativas de todos los niveles, clubes deportivos, desfiles de Gauchos de Güemes (a caballo) del Fortín José Apolinario Saravia, Parques Nacionales, Salud, fuerzas militares, etc.
Además, existe una amplia gama de actividades culturales que se impulsan desde los Talleres Municipales gratuitos destinados a todos los grupos etarios: danzas folclóricas, Violín, guitarra, canto, danzas contemporáneas, pintura, teatro, etc. alumnos y profesores que participan en cada evento que se lleva a cabo desde la Secretaría de Cultura, Educación y Turismo en articulación con las Secretarías de Cultura, Turismo y Deportes de la Pcia. de Salta. 
Otras actividades:
Celebración del Aniversario del Municipio los 16 de agosto
16 de junio Guardia bajo las Estrellas en Fortín de Gauchos “A. Saravia”
Concurso de Empanada Salteña Municipal (mes de marzo para luego concursar a nivel Pcial. el 4 de abril en Salta)
Fiesta Virgen Urkupiña 15 de agosto en El Bordo
16 de agosto San Roque en Finca Monasterio
1° de septiembre Virgen de los Remedios en La Flaca
Acto 25 de Mayo en Cnel. Mollinedo
Acto central del 9 de Julio en A. Saravia con desfiles, patio criollo, festival.
 Ferias en Cnel. Mollinedo y A.Saravia.
También diversas actividades deportivas para todas las edades: fútbol, hockey, boxeo, Rugby, ciclismo, Básquet bol, Voleibol, ping-pong, Fútbol 5, Paddle, natación, colonia de Vacaciones, etc.
 Apolinario Saravia se caracteriza por la producción fruti-horticola, entre las que se encuentran productos como maní, zapallito, berenjena, tomate, pimiento, pepino, melón, sandia, etc., con siembra a campo y bajo cubierta. 

## Toponimia
Epónimo del coronel Apolinario Saravia, quien peleó en la guerra por la Independencia a las órdenes de los generales Manuel Belgrano y de Martín Miguel de Güemes: héroe de la Batalla de Salta y de su defensa en ocasión de la invasión por tropas del mariscal José de la Serna e Hinojosa, último virrey del Perú.

## Población
Contaba con 8595 habitantes (Indec, 2001), lo que representa un incremento del 22,19% frente a los 6688 habitantes (Indec, 1991) del censo anterior.
Población 2001 › 8.595 	Población 1991 › 6.688
De los cuales 4.659 son varones y 3.936 mujeres.

## Fiestas Patronales
- Fiesta en honor a la Virgen del Rosario, 7 de octubre.

La Única Parroquia del pueblo es la Parroquia Nuestra Señora del Rosario.
En el año 1918 se otorga en beneficio parroquial el actual templo de Apolinario Saravia. Se establece como patrona a Nuestra Señora del Rosario, adquiere como sede perpetua y matriz al actual templo de Apolinario Saravia.

## Hospital
- Hospital Mario Villafañe , salas de primeros auxilios en A. Saravia como en Coronel Mollinedo.

## Medios de Comunicación
Televisora Anta Vision (canal 5) T.A.V / Radio

## Clima
Es subtropical con estación seca, pertenece al Área Agroecológica Chaco semiárido. Los veranos son rigurosos debido a la cercanía al Trópico de Capricornio con temperaturas que oscilan entre 40° y 50°, con lluvias tropicales entre diciembre y marzo, a excepción de algunas épocas de sequías espaciadas en ciclos de 3 o 5 años.
La temperatura media anual es de 23° y la precipitación anual es de 820 mm aproximadamente. La humedad media es de 71% y el índice UV es 5.
Desde abril a noviembre se presenta una temperatura cálida y pocas precipitaciones. 

## Flora y Fauna
Las condiciones favorables de relieve y clima, más la importante contribución hídrica del Río Dorado, favorecen el desarrollo de una importante variedad vegetal que constituye una rica flora presentando: una comunidad escasa de palmeras nativas (palma blanca), palo santo, urundel, quebracho colorado, guayacán, chañar, mistol, palo blanco, cedro, algarrobo, tala, ceibo, vinal, pacará, nopales, entre otros.
Algunos animales acuáticos que podemos encontrar en nuestra zona son:  garza blanca, zorro del agua, pato, gallareta, bagre, dorado, sábalo, anguila, sapos, tortuga, iguana, etc. Animales terrestres: serpientes de cascabel, yarará , ampalagua, zorro, gato montés, lagartijas, tres especies de pecaríes, oso hormiguero, corzuela parda y vizcachas. Aves: Suris, charatas, loro hablador, chajá, jaribú, pava del monte, pato sirirí, tucán, pato picazo, pato cutirí una gran diversidad más de aves.

### Sismicidad
La sismicidad del área de Salta es frecuente y de intensidad baja, y un silencio sísmico de terremotos medios a graves cada 40 años.
- Sismo de 1930: aunque dicha actividad geológica catastrófica, ocurre desde épocas prehistóricas, el terremoto del 24 de diciembre de 1930 (94 años),[3] señaló un hito importante dentro de la historia de eventos sísmicos jujeños, con 6,4 Richter. Pero nada cambió extremando cuidados y/o restringiendo códigos de construcción.[2]
- Sismo de 1948: el 25 de agosto de 1948 (76 años) con 7,0 Richter, el cual destruyó edificaciones y abrió numerosas grietas en inmensas zonas[3][2]
- Sismo de 2010: el 27 de febrero de 2010 (15 años) con 6,1 Richter